# Kualatahan pahangensis
Genre
Espèce
Synonymes
- Enhydris pahangensis Tweedie, 1946

Statut de conservation UICN

 DD  : Données insuffisantes
Kualatahan pahangensis, unique représentant du genre Kualatahan, est une espèce de serpents de la famille des Homalopsidae.

## Répartition
Cette espèce est endémique du Pahang en Malaisie. Elle se rencontre dans la rivière Tembeling.

## Étymologie
Le genre est nommé en référence à son lieu de découverte, Kuala Tahan. L'espèce, composé de pahang et du suffixe latin -ensis, « qui vit dans, qui habite », lui a été donné en référence au lieu de sa découverte, le Pahang.

## Publications originales
- Murphy & Voris, 2014 : A Checklist and Key to the Homalopsid Snakes (Reptilia, Squamata, Serpentes), with the Description of New Genera. Fieldiana: Life And Earth Sciences, no 8, p. 1-43 (texte intégral).
- Tweedie, 1946 : A new snake from the Malay Peninsula. Annals and Magazine of Natural History, sér. 11, vol. 13, no 98, p. 142-144.